# St.-Rupert-Pilgerweg

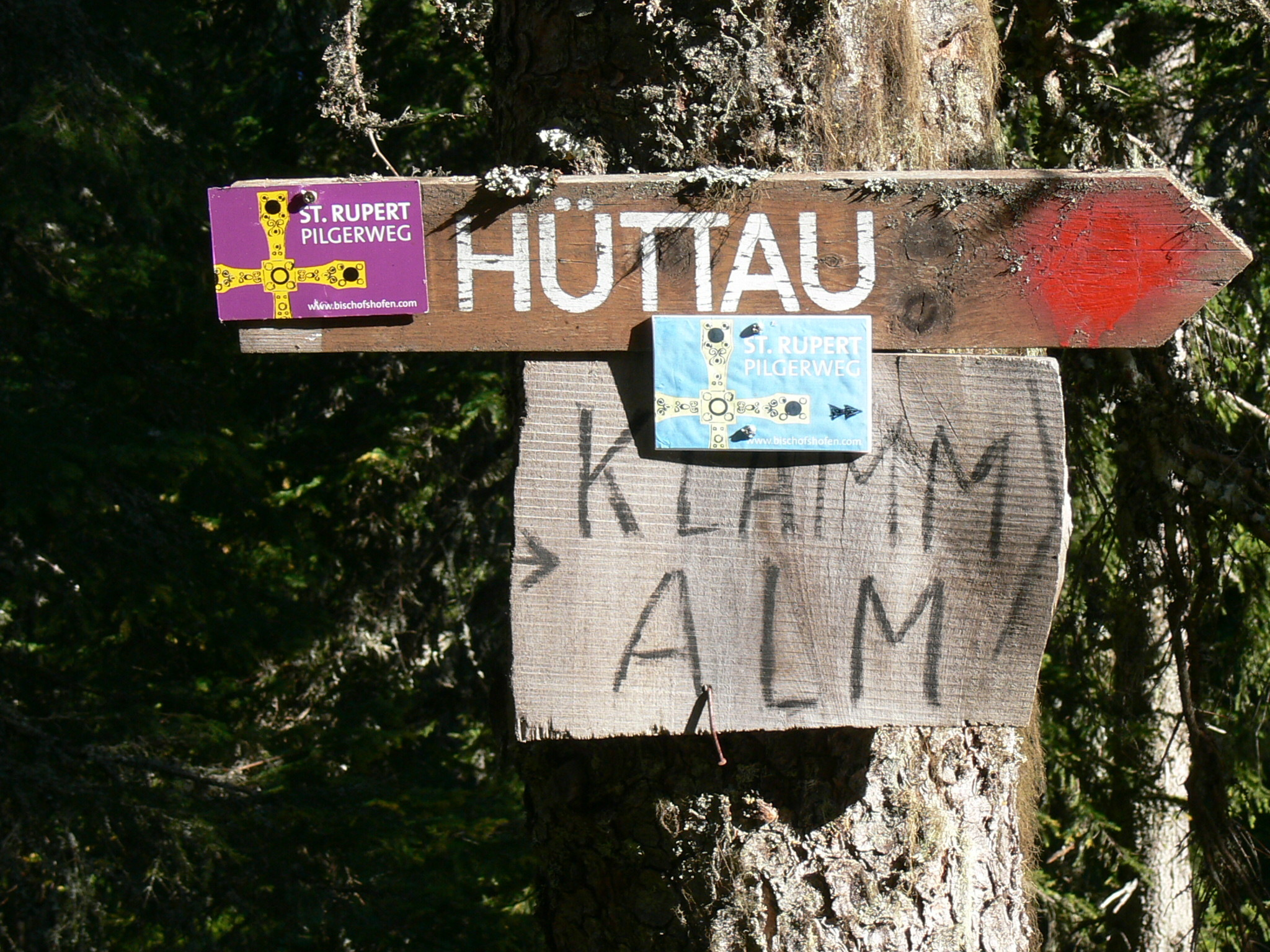
Hinweis mit dem Logo des Pilgerweges bei Hüttau (2009)

Der St.-Rupert-Pilgerweg ist ein Pilgerweg in Deutschland und Österreich in Erinnerung an den heiligen Rupert von Salzburg.
Der St.-Rupert-Pilgerweg ist mit dem Erzbistum München und Freising, mit dem Bistum Passau und der Erzdiözese Salzburg verbunden. Der Pilgerweg verläuft von Altötting in Deutschland nach Gaden in Waging am See. Der erste Ast des Weges führt durch den Rupertiwinkel entlang dem alten Soleleitungsweg in die Stadt Salzburg zum Grab des heiligen Rupert von Salzburg. Der zweite Ast führt von Gaden über Laufen an der Salzach / Oberndorf bei Salzburg und Sankt Gilgen nach Bischofshofen zum Rupertus-Kreuz.

## Listen zu Etappen des Pilgerweges
- Liste von Zielen und Stationen des St.-Rupert-Pilgerweges von Altötting nach Gaden
- Liste von Zielen und Stationen des St.-Rupert-Pilgerwegs von Gaden nach Salzburg
- Liste von Zielen und Stationen des St.-Rupert-Pilgerwegs von Gaden nach Sankt Gilgen
- Liste zum St.-Rupert-Pilgerweg von Sankt Gilgen nach Bischofshofen